# Ercole Gonzaga
Ercole Gonzaga (1505. – 1563.) bio je talijanski kardinal i mantovski biskup.

## Životopis
Rođen je 22. studenog 1505. godine u Mantovi u obitelji Franje II. Gonzaga i Izabele d'Este.Studij je završio u Bologni. Bio je veliki kolekcionar knjiga. Uime svoje obitelji djelovao je kao diplomat pri rimskome dvoru. Godine 1521. imenovan je biskupom Mantove. Godine 1527. imenovan je kardinalom. Godine 1561. kao legat pape Pija IV. predsjedao je Tridentskim saborom, do svoje smrti 1563. godine.

### Članci
- Novak, Zrinka. 2020. Iz rapske crkvene prošlosti. Prilog životopisu rapskoga biskupa Vincenta Negusantija (1514. – 1567.). Croatica Christiana periodica. Sveučilište u Zagrebu - Katolički bogoslovni fakultet. Zagreb. 44 (86): 59–86